# Paolo Rosa
Paolo Rosa (Rimini, 28 settembre 1949 – Corfù, 20 agosto 2013) è stato un artista e regista italiano.

## Biografia
Ha studiato all'Accademia di Brera. Ha partecipato a esposizioni internazionali come il Festival dei Due Mondi, la Quadriennale di Roma (1974), la Biennale di Venezia (1976).
Nel 1980 realizza il suo primo film, il documentario Facce di festa, che partecipa alla 37ª Mostra internazionale d'arte cinematografica di Venezia. Nel 1982 fonda a Milano Studio Azzurro, gruppo di artisti dei nuovi media, insieme con Leonardo Sangiorgi e Fabio Cirifino. Realizza allestimenti teatrali con Giorgio Barberio Corsetti, Giorgio Battistelli, Moni Ovadia.
Ha realizzato inoltre programma televisivi, video-installazioni e mostre multimediali in tutto il mondo. È stato definito "una delle personalità più rilevanti dell'arte visiva italiana degli ultimi decenni" che "ha ridefinito i confini dell'arte contemporanea".

## Pubblicazioni
- L'arte fuori di sé. Un manifesto per l’età post-tecnologica (con Andrea Balzola), Feltrinelli, 2011, EAN 9788807172052

## Filmografia

### Documentari
- Facce di festa (1980)
- Lato 'D' - cortometraggio (1983)
- Rimini Lux (1993)

### Lungometraggi
- L'osservatorio nucleare del sig. Nanof (1985)
- La variabile Felsen (1988)
- Dov'è Yankel?, episodio del film Miracoli - Storie per corti (1994)
- Il mnemonista (2000)

## Riconoscimenti
- 1995 – Premio Alinovi
- 1996 – Premio Quadriennale
- 1998 – Gran Premio Transmediale di Berlino